# Helige profeten Elias kyrka, Palić
Helige profeten Elias kyrka (serbiska kyrilliska: Црква Светог пророка Илије; latinska: Crkva Svetog proroka Ilije) är en serbisk-ortodox kyrkobyggnad belägen i orten Palić, nära staden Subotica i den norra delen av regionen Bačka, i norra Serbien.
Kyrkan är helgad åt den israelitiske profeten Elia och tillhör Bačkas stift i den Serbisk-ortodoxa kyrkan.

## Historik
Byggandet av Helige profeten Elias kyrka i Palić började år 2000.
Kyrkans kors och klockor invigdes 2007.

## Bilder

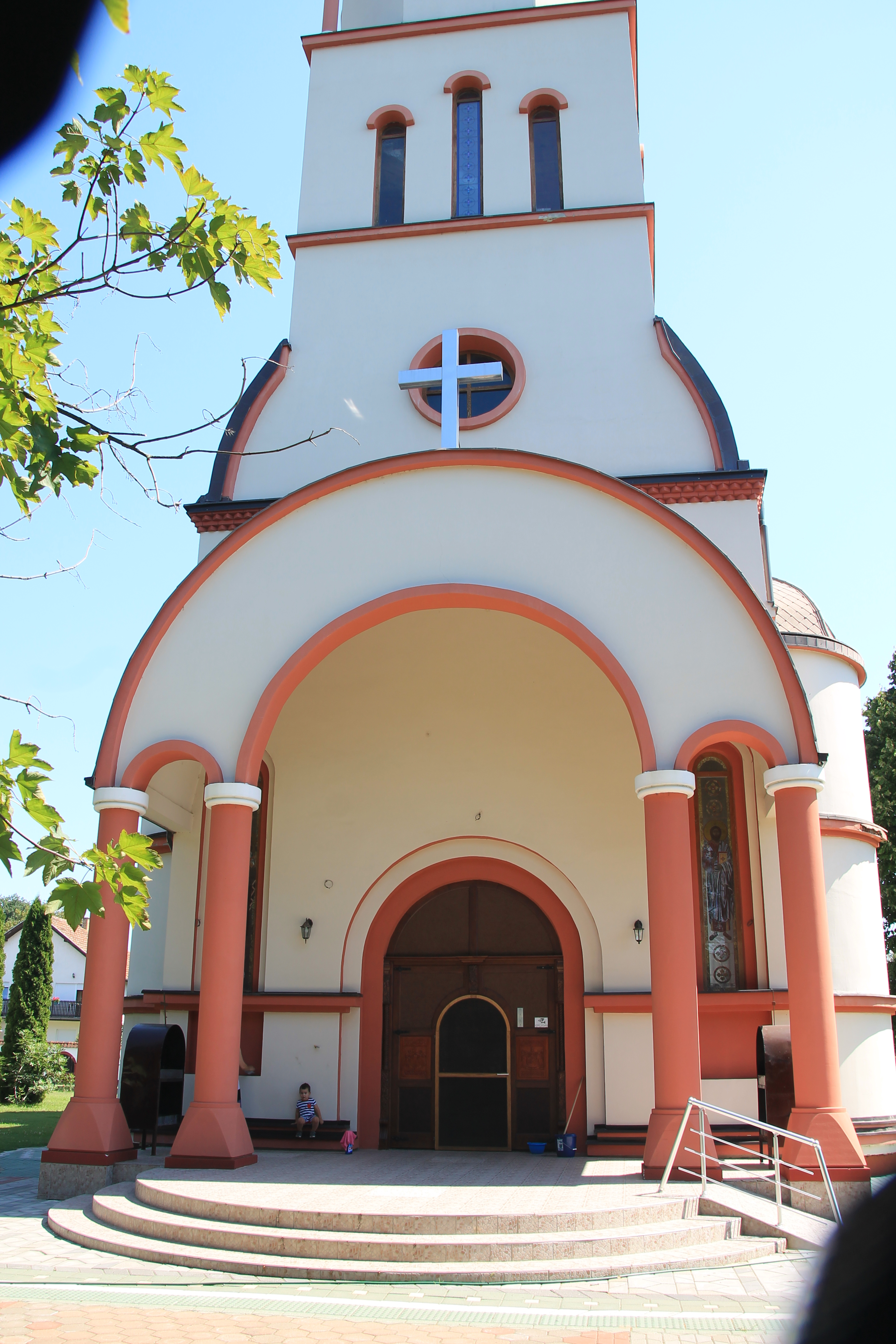
Ingången.